# Никоноров, Эдуард Семёнович
Эдуард Семёнович Никоноров (укр. Едуард Семенович Ніконоров; 15 апреля 1951, Барановичи — 17 августа 2019, Ивано-Франковск) — советский и украинский художник, член Союза художников Украины.

## Биография
Родился 15 апреля 1951 года в городе Барановичи Барановичской области, Белорусская ССР. В 1953 году семья переехала в город Краснодар, где он учился в Краснодарском художественном училище на декоративно-отделочном отделении, которое закончил в 1975
1978 вступил в Киевский государственный художественный институт, где учился в мастерской монументальной живописи у профессора Стороженко Н. А. Студентом дважды становился победителем общеинститутского конкурса. В 1985 году окончил институт и по направлению приехал работать художник-монументалист в художественно-производственном комбинате города Ивано-Франковска. Наряду с монументальными работами, занимается станковой живописью. Участвует в республиканских и всесоюзных выставках.
В 1987 году картина «Прощание» была приобретена Министерством культуры Украины с республиканской выставки в Киеве. С 1987 по 1989 Ивано-Франковский художественный музей приобрел четыре работы художника для своей коллекции.
В 1995 году уехал в Прагу. Занимался станковой живописью, выставлялся в местных галереях, участвовал в европейских выставках и арт-фестивалях.
С 2001 года картины художника участвовали в выставках в США, в штатах Коннектикут, Нью-Йорк, Нью-Джерси, Массачусетс и Вашингтон. В 2010 году Эдуард Никоноров возвращается на Украину, в Ивано-Франковск. Участвовал в коллективных областных и всеукраинских выставках. За это время состоялось 10 персональных выставок — семь из них в Украине, три в Польше. В 2016 году в Польше была издана книга «Cave, cave, Deus videt» о художнике и его творчестве.
Член Союза художников СССР с 1988 года. Член Союза художников Украины с 1991 года. Художник работает в индивидуальном стиле, определяя его как модерн с элементами символического экспрессионизма. Большинство картин находятся в частных коллекциях во многих странах мира. Четыре картины художника является частью коллекции Художественного музея в городе Ивано-Франкивську. Часть работ Эдуарда Никонорова находятся в коллекции Evro Art Gallery. Живёт и работает в Ивано-Франковске.